# Серенак
Серена́к (фр. Sérénac, окс. Serenac) — коммуна во Франции, находится в регионе Юг — Пиренеи. Департамент — Тарн. Входит в состав кантона Кармо-1 Ле-Сегала. Округ коммуны — Альби.
Код INSEE коммуны — 81285.

## География

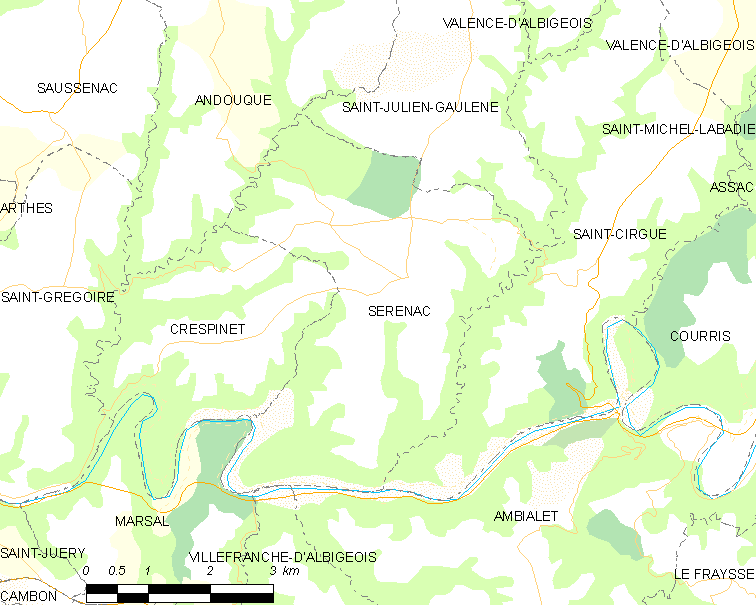
Карта коммуны

Коммуна расположена приблизительно в 550 км к югу от Парижа, в 85 км северо-восточнее Тулузы, в 16 км к востоку от Альби.
На юге коммуны протекает река Тарн.

## Климат
Климат умеренно-океанический. Зима мягкая и дождливая, лето жаркое с частыми грозами. Ветры довольно редки.

## Население
Население коммуны на 2010 год составляло 483 человека.
| 1962 | 1968 | 1975 | 1982 | 1990 | 1999 | 2010 |
| ---- | ---- | ---- | ---- | ---- | ---- | ---- |
| 390  | 402  | 358  | 314  | 314  | 323  | 483  |

## Администрация
| Период | Период | Фамилия       | Партия                  | Примечания |
| ------ | ------ | ------------- | ----------------------- | ---------- |
| 1945   | 1953   | Альбер Алибер |                         |            |
| 1953   | 1980   | Андре Бийу    | Социалистическая партия |            |
| 1980   | 1995   | Жанин Бийу    | Социалистическая партия |            |
| 1995   | 2020   | Эрве Тарру    |                         |            |

## Экономика
В 2007 году среди 293 человек в трудоспособном возрасте (15—64 лет) 189 были экономически активными, 104 — неактивными (показатель активности — 64,5 %, в 1999 году было 56,0 %). Из 189 активных работали 175 человек (101 мужчина и 74 женщины), безработных было 14 (2 мужчин и 12 женщин). Среди 104 неактивных 10 человек были учениками или студентами, 19 — пенсионерами, 75 были неактивными по другим причинам.